# Sami swoi

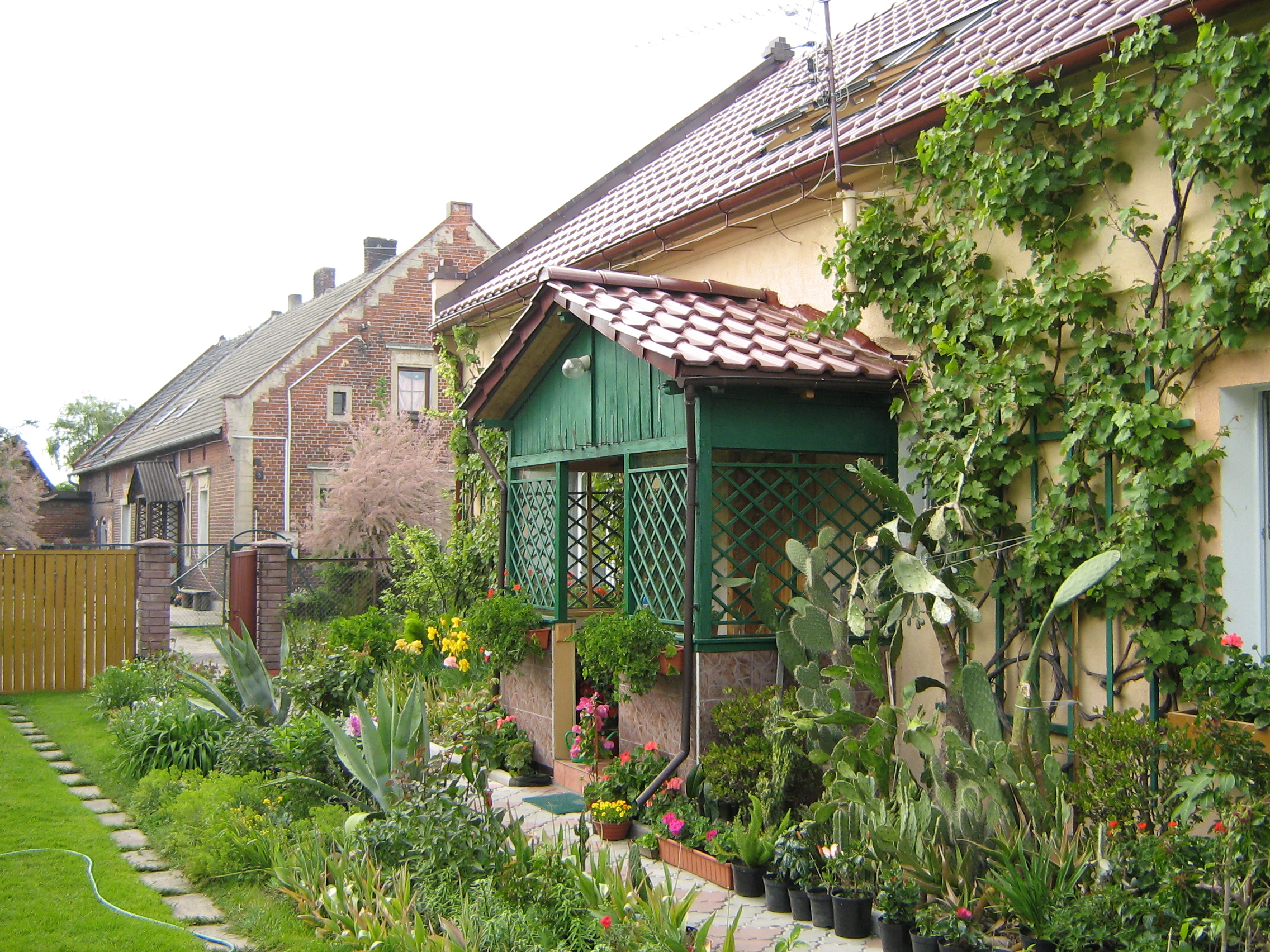
Dom Pawlaka w Dobrzykowicach

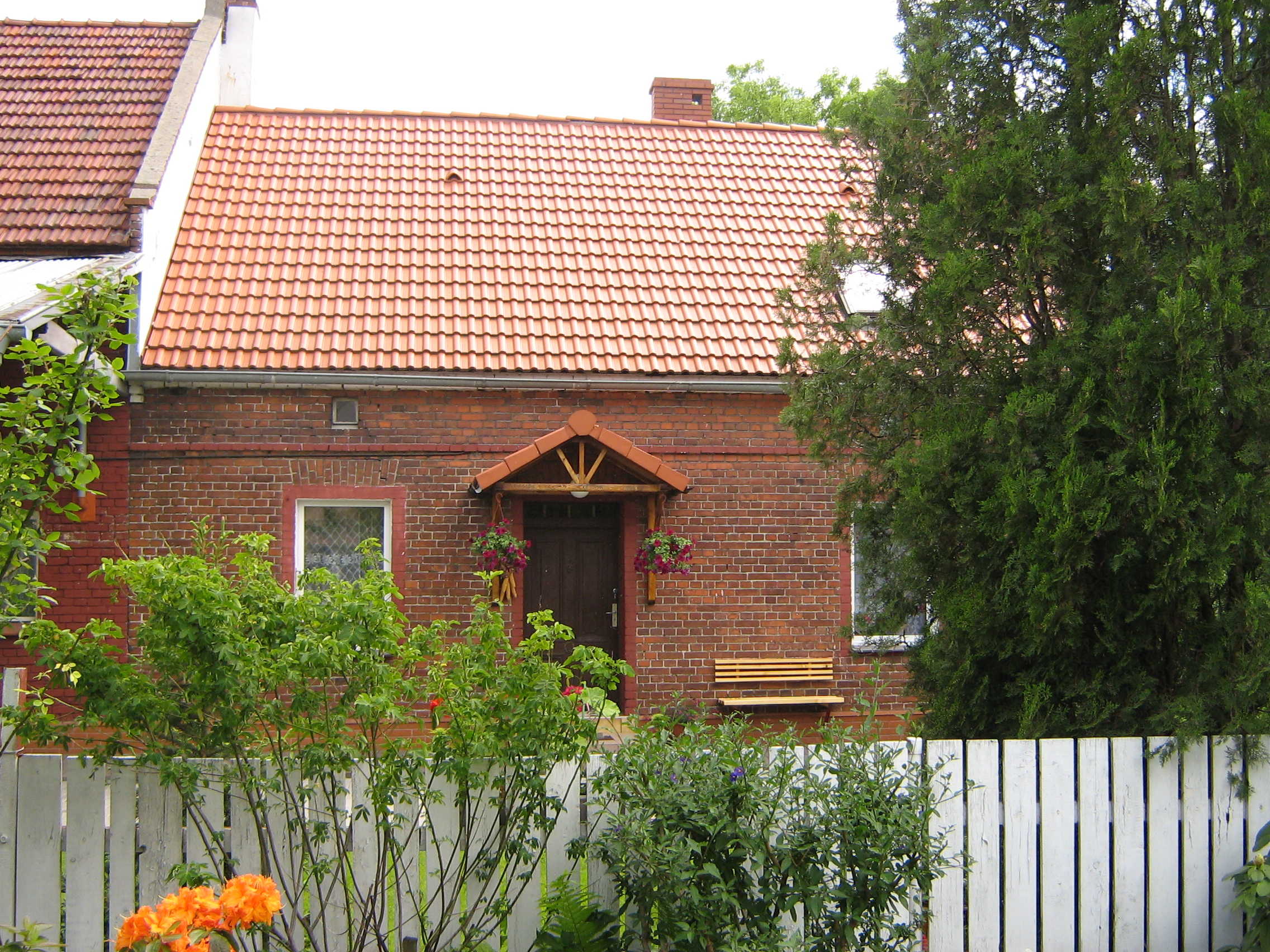
Dom Kargula w Dobrzykowicach

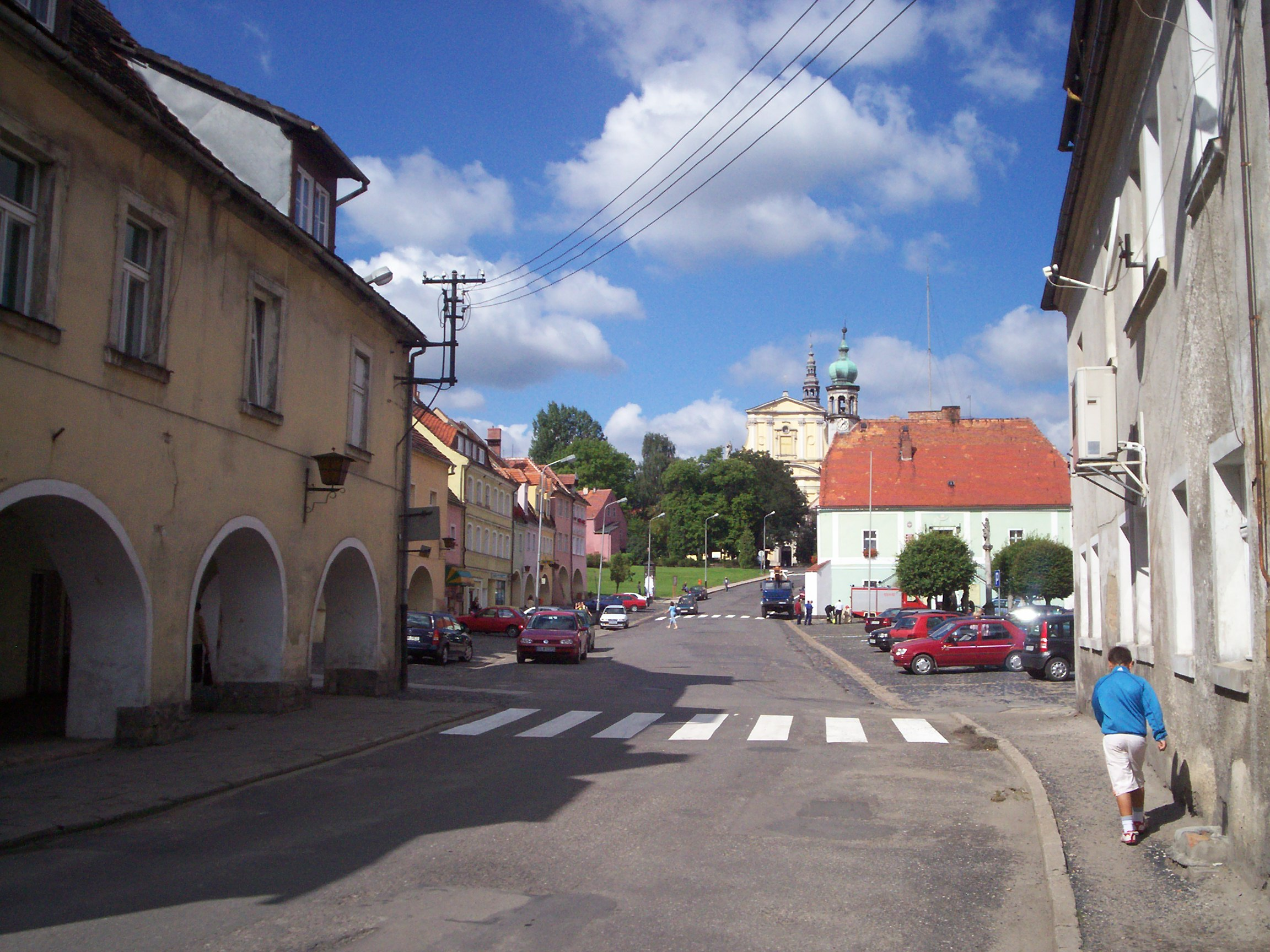
Lubomierz – filmowe miasteczko Pawlaków i Karguli

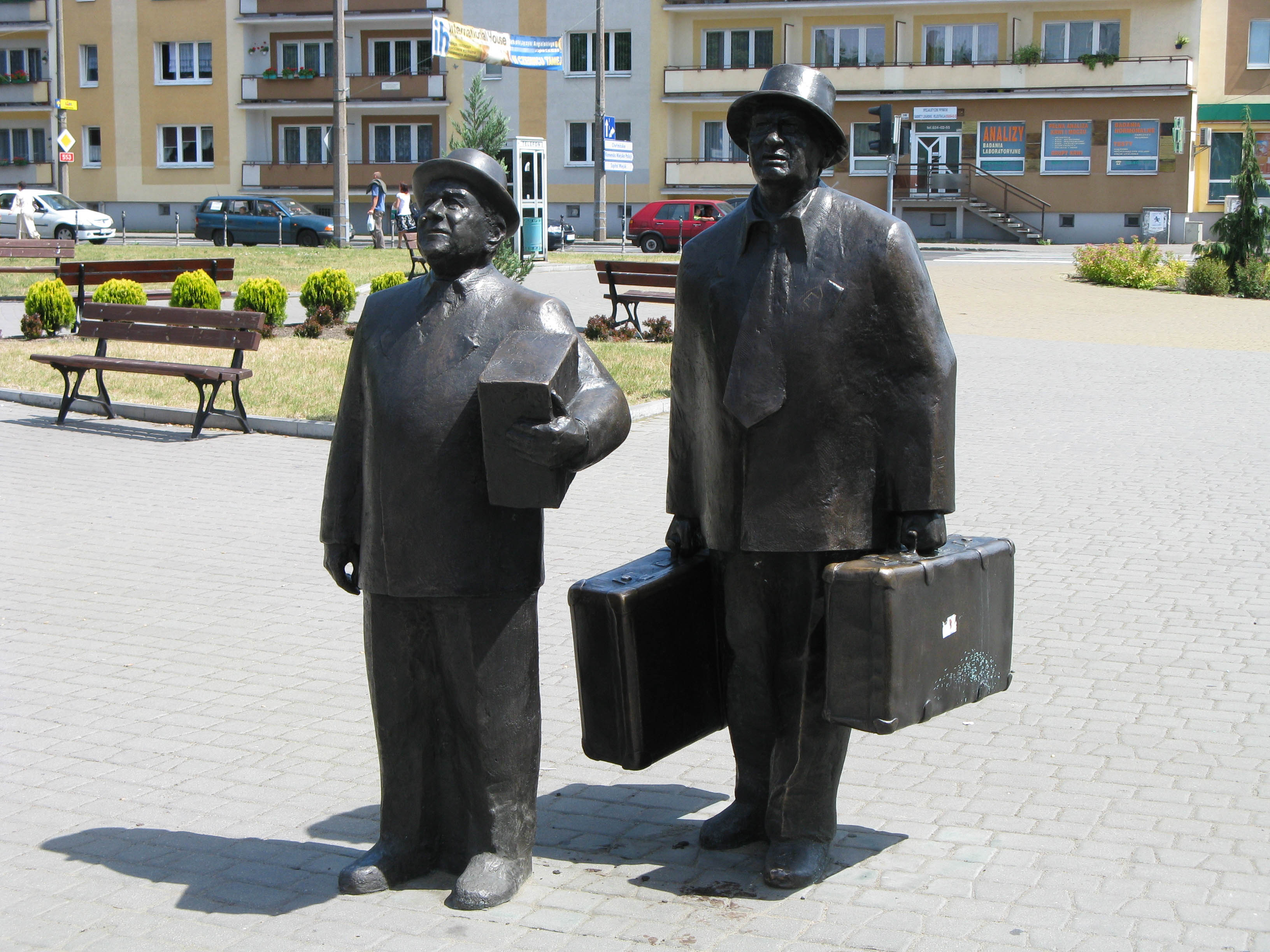
Realizacja przestrzenna poświęcona bohaterom filmu "Sami swoi" w Toruniu

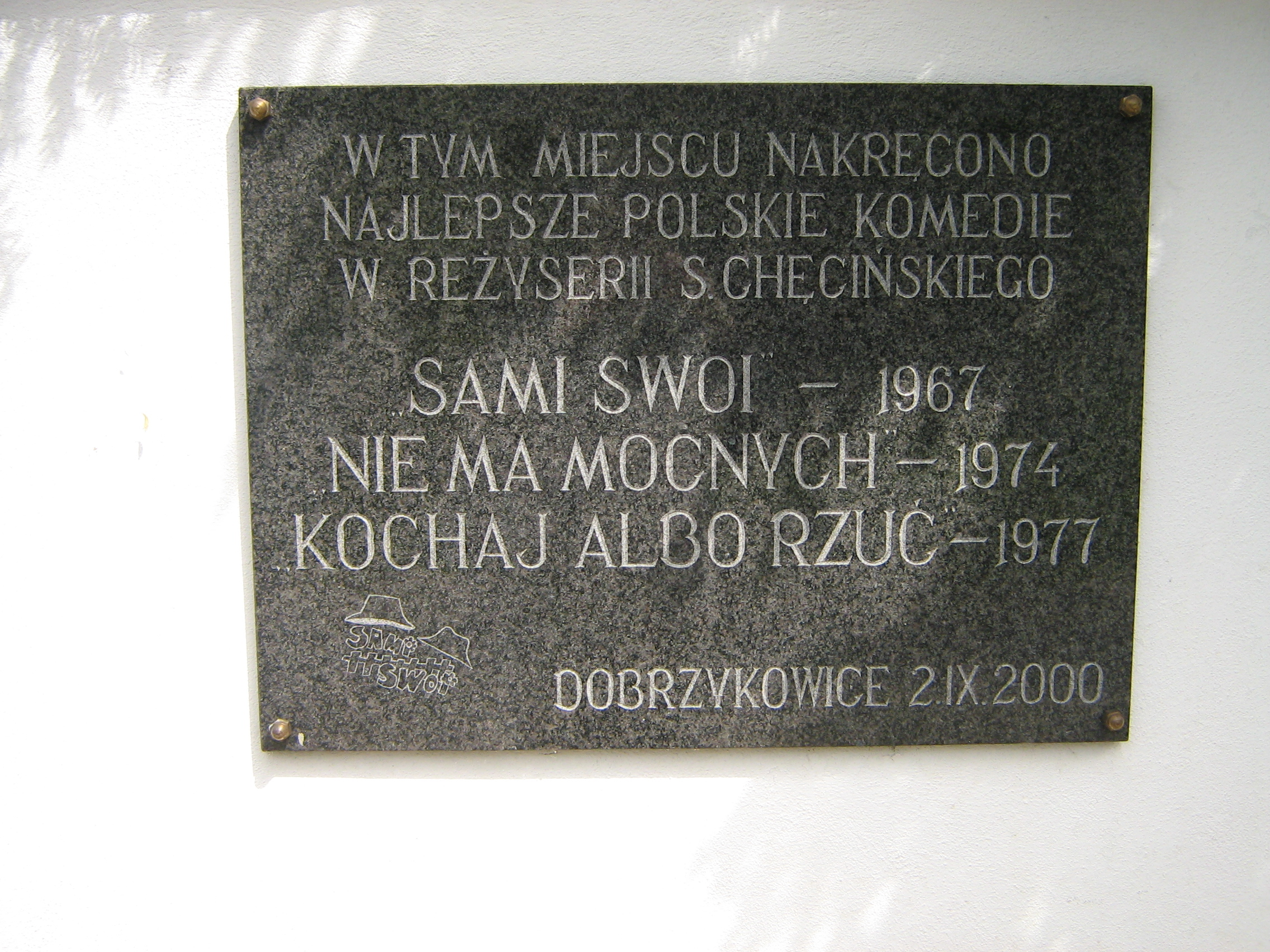
Tablica pamiątkowa w Dobrzykowicach

Sami swoi – polski film komediowy z 1967 r. w reżyserii Sylwestra Chęcińskiego, nakręcony na podstawie scenariusza Andrzeja Mularczyka. Sukces produkcji doprowadził do stworzenia tetralogii, składającej się z filmów Nie ma mocnych (1974), Kochaj albo rzuć (1977) i Sami swoi. Początek (2024) . 
Film, początkowo w wersji czarno-białej, został skoloryzowany w 2001 r. przez hollywoodzką firmę Dynacs Digital Studios na zlecenie Polsatu i Studia Filmowego „Oko”. Wersja kolorowana nie była dystrybuowana w kinach, a premierę telewizyjną miała 1 kwietnia 2002 w telewizji Polsat. W 2020 r. czarno-biała wersja filmu została poddana cyfrowej rekonstrukcji i udostępniona na platformie streamingowej 35mm.online. 

## Fabuła
Film przedstawia losy dwóch zwaśnionych rodzin Pawlaków i Karguli, które tuż po zakończeniu II wojny światowej zmuszone są wyjechać z Kresów Wschodnich, by osiedlić się na Ziemiach Odzyskanych. Ich kłótnie sięgają jeszcze czasów przedwojennych. Spór trwa o miedzę i krowę Kargula, która weszła Pawlakom w szkodę. Przyczyną kłótni jest ziemia, którą Kargul zaorał o 3 palce za daleko w stronę ziemi Pawlaków, co doprowadziło do rozlewu krwi. Obawiając się kary za pocięcie kosą Kargula, Jan Pawlak emigruje do Stanów Zjednoczonych. Po latach wraca do Polski, gdzie jego brat Kazimierz z rodziną żyją w zgodzie ze znienawidzonym sąsiadem. Aby uspokoić Johna, Kazimierz opowiada mu historię pogodzenia się rodzin, w tym zaślubin jego syna, Witii i córki Kargula Jadźki.

## Pierwowzór historii
Pierwowzorem Kazimierza Pawlaka był Jan Mularczyk, wywodzący się z Kresów stryj scenarzysty Andrzeja Mularczyka, który przyjechał z Boryczówki na Ziemie Odzyskane – do Tymowy koło Ścinawy. Pierwowzorem Karguli była z kolei rodzina Dendrysów. Pierwszy raz postaci Pawlaka i Kargula pojawiły się w słuchowisku Polskiego Radia I było święto, które miało swoją premierę 1 maja 1965. Reżyserem był Andrzej Łapicki, a w obsadzie znaleźli się m.in. Jerzy Turek (Witia Pawlak) i Wojciech Siemion (Kaziuk Pawlak). Słuchowisko przedstawiało perypetie dwóch skłóconych rodzin, które osiedliły się po wojnie w sąsiadujących ze sobą gospodarstwach na tzw. ziemiach odzyskanych. Do Kazimierza Pawlaka, z Ameryki, przyjechał brat John, który musiał uciekać za ocean, po zdzieleniu kosą sąsiada Kargula za przesunięcie miedzy. Słuchowisko odniosło sukces, dlatego dwa lata później z radiowej opowieści powstał scenariusz filmu Sami Swoi.
Andrzej Mularczyk losy pierwowzorów filmowych postaci opisał w książce Każdy żyje jak umie. Epopeja opisuje historię dziejącą się przez ćwierć wieku do 1945 r. w wielonarodowej podolskiej wsi Krużewniki. Na jej podstawie powstało także, rozpisane na kilkadziesiąt odcinków, radiowe słuchowisko Każdy żyje jak umie, czyli skąd się wzięli „Sami swoi”.

## Postaci i obsada
- Rodzina Pawlaków
  - Wacław Kowalski − Kazimierz (w retrospektywie także ojciec Kazimierza i Jana)
  - Zdzisław Karczewski − Jan 'John' (brat)
  - Jerzy Janeczek − Witia (syn)
  - Maria Zbyszewska − Mania (żona)
  - Natalia Szymańska − Leonia (matka)
  - Zygmunt Bielawski − Paweł (syn)
  - Marta Muzyczak - Ania Pawlakówna (wnuczka)

- Rodzina Karguli
  - Władysław Hańcza − Władysław
  - Ilona Kuśmierska − Jadwiga (córka 'Jadźka')
  - Halina Buyno-Łoza − Aniela (żona)

- Pozostali
  - Eliasz Oparek-Kuziemski − Kokeszko młynarz
  - Aleksander Fogiel − sołtys
  - Witold Pyrkosz − warszawiak
  - Kazimierz Talarczyk − Wieczorek
  - Ryszard Kotys − sprzedawca kota
  - Andrzej Mrozek − żołnierz radziecki
  - Jan Łopuszniak − niemiecki ksiądz
  - Elżbieta Jagielska − sprzedawczyni lisów na targu

### Dubbing
- Kargul (grany przez Władysława Hańczę) – Bolesław Płotnicki
- Jadźka (grana przez Ilonę Kuśmierską) – Elżbieta Kępińska
- Jaśko Pawlak w młodości (grany przez Waldemara Dybę) – Kazimierz Dejunowicz
- babcia Pawlakowa (grana przez Natalię Szymańską) – Irena Malkiewicz

## Produkcja
Andrzej Mularczyk (scenarzysta), korzystając z konsultacji z wrocławskim językoznawcą Stanisławem Bąkiem, opracował dialogi przypominające nieokreśloną gwarę kresową. Film miał początkowo nosić tytuł I było święto, jednak ostatecznie przyjęto nazwę Sami swoi, którą antropolog Krzysztof Pełczyński wyjaśniał następująco:

„Swoi” to jedna z części prostej – może nawet zbyt prostej – dychotomii „swoi–obcy”. Jednakowoż w społeczności występującej w filmie, jak się okazuje, nie ma „obcych”, tylko właśnie „sami swoi”. A owi sami swoi wcale nie muszą być tacy sami. Różnice między nimi nie są ważne, wszyscy bowiem należą do tego samego narodu. A zatem sami swoi to Polacy.

W główne role kłócących się ze sobą kresowiaków wcielili się Wacław Kowalski i Władysław Hańcza. Większość scen kręcono w Dobrzykowicach pod Wrocławiem, gdzie znajdowały się zagrody. Sceny w miasteczku kręcono w Lubomierzu, gdzie obecnie znajduje się muzeum Kargula i Pawlaka. Scenę przyjazdu Jana (Johna) Pawlaka do Rudnik nakręcono na stacji Czernica Wrocławska.

## Premiera
Premiera filmu odbyła się 15 września 1967 wraz z krótkometrażowym dokumentem Stocznia produkcji WFD. Podczas premierowych pokazów film obejrzało 8 mln widzów. 

## Odbiór
Postać Kazimierza Pawlaka, swojaka zza Buga, była w recenzjach filmu jednoznacznie utożsamiana z etosem sarmackim ze względu na pasujące do wizerunku szlachcica pieniactwo i awanturnictwo. Często wysuwano sugestie, iż Sami swoi przypominają pod względem zarysu fabuły Zemstę Aleksandra Fredry. Widownia odczytała film jako wywrotową komedię, w której Pawlak daje się poznać jako osoba niebojąca się nowej władzy, gotowa w momencie zaprowadzania w Polsce rządów totalitarnych przemalować bez bezpośrednich konsekwencji hasło „3 x TAK” na „3 x NIE”. Jednocześnie Sami swoi, jak zauważa Monika Talarczyk-Gubała, kryli w sobie ładunek ideologiczny. Filmowi chłopi z Kresów nie tęsknią za ziemią, z której się przeprowadzili, lecz bez problemów odnajdują się na Ziemiach Odzyskanych. Niemniej jednak „publiczność kibicowała komicznej ekwilibrystyce chłopów, którzy starali się jakoś przeżyć w PRL”.
Za Samych swoich Sylwester Chęciński otrzymał Nagrodę Ministra Kultury i Sztuki II stopnia. W 1976 r. film otrzymał Złote Grono na festiwalu Lubuskie Lato Filmowe w Łagowie, a w 1978 r. – Złotą Kamerę przyznaną przez pismo „Film” dla najlepszego filmu o tematyce współczesnej, ex aequo z Nie ma mocnych i Kochaj albo rzuć. W 1999 r. Sami swoi w ankiecie „Polityki” znaleźli się na 2. miejscu wśród najciekawszych filmów polskich XX wieku. W 2007 r. film otrzymał Złotą Kaczkę przyznawaną przez pismo „Film” za najlepszą złotą myśl („Sąd sądem, a sprawiedliwość musi być po naszej stronie”), a w 2008 r. – Specjalną Złotą Kaczkę dla najlepszego polskiego filmu komediowego stulecia. Cytaty z dzieła Chęcińskiego i Mularczyka, takie jak wspomniany „Sąd sądem...” oraz „Kargul, podejdź no do płota”, na stałe zadomowiły się w mowie potocznej.

## Nawiązania
W stodole Kargula w Dobrzykowicach utworzono izbę pamięci, gdzie można oglądać oryginalne przedmioty, którymi posługiwali się bohaterowie filmu.